# Elecciones senatoriales de Uruguay de 1900
El 25 de noviembre de 1900 se realizaron elecciones a colegios electorales de senadores en los departamentos uruguayos de Rocha, Treinta y Tres, Rivera, Río Negro, Flores y Tacuarembó.

## Sistema electoral
Cada departamento contaba con 1 senador, por lo cual en total la cámara estaba compuesta por 19 miembros, todos ellos electos por un colegio electoral departamental. El mandato de los senadores duraba 6 años.
La elección de los senadores se realizaba por tercios cada bienio y su reelección inmediata por el mismo departamento estaba prohibida.
Cada colegio electoral contaba con 15 miembros; todos ellos ciudadanos del departamento por el que fueron elegidos. estos, además de elegir al senador, también elegían a su suplente por la jurisdicción respectiva. La elección de tanto el senador como del suplente se realizaba mediante un sistema indirecto en una reunión secreta.

## Resultados

### Totales
| Partido           | Votos | %      | Senadores obtenidos |
| ----------------- | ----- | ------ | ------------------- |
| Partido Colorado  | 2,887 | 48.17  | 1                   |
| Partido Nacional  | 2,783 | 46.44  | 5                   |
| Lista Unida PC-PN | 323   | 5.39   | -                   |
| Total             | 5,993 | 100.00 | 6                   |
| Fuente:           |       |        |                     |

### Por departamento

#### Rocha
| Partido          | Votos | %      | Senadores obtenidos |
| ---------------- | ----- | ------ | ------------------- |
| Partido Nacional | 1,004 | 50.52  | 1                   |
| Partido Colorado | 983   | 49.48  | 0                   |
| Total            | 1,987 | 100.00 | 1                   |
| Fuente:          |       |        |                     |

#### Treinta y Tres[7]
| Partido           | Votos | %      | Senadores obtenidos |
| ----------------- | ----- | ------ | ------------------- |
| Lista Unida PC-PN | 323   | 100.00 | 1                   |
| Total             | 323   | 100.00 | 1                   |
| Fuente:           |       |        |                     |

#### Rivera
| Partido          | Votos | %      | Senadores obtenidos |
| ---------------- | ----- | ------ | ------------------- |
| Partido Nacional | 452   | 53.75  | 1                   |
| Partido Colorado | 389   | 46.25  | 0                   |
| Total            | 841   | 100.00 | 1                   |
| Fuente:          |       |        |                     |

#### Río Negro
| Partido          | Votos | %      | Senadores obtenidos |
| ---------------- | ----- | ------ | ------------------- |
| Partido Nacional | 425   | 50.65  | 1                   |
| Partido Colorado | 414   | 49.35  | 0                   |
| Total            | 839   | 100.00 | 1                   |
| Fuente:          |       |        |                     |

#### Flores
| Partido          | Votos | %      | Senadores obtenidos |
| ---------------- | ----- | ------ | ------------------- |
| Partido Nacional | 296   | 61.14  | 1                   |
| Partido Colorado | 188   | 38.86  | 0                   |
| Total            | 484   | 100.00 | 1                   |
| Fuente:          |       |        |                     |

#### Tacuarembó
| Partido          | Votos | %      | Senadores obtenidos |
| ---------------- | ----- | ------ | ------------------- |
| Partido Colorado | 913   | 60.11  | 1                   |
| Partido Nacional | 606   | 39.89  | 0                   |
| Total            | 1,519 | 100.00 | 1                   |
| Fuente:          |       |        |                     |